# Feroge
Das Feroge (auch Feroghe), Endonym Kaligi, ist eine ubangische Sprache des Südsudan, die von der Volksgruppe der Kaligi gesprochen wird.
Das Feroge wird von insgesamt 8.000 Personen im Vilayet Western Bahr el Ghazal nordöstlich der Stadt Raja gesprochen.